# 北村直也
北村 直也（きたむら なおや、1980年 - ）日本の建築家。岐阜県を拠点とする北村直也建築設計事務所を主宰。岐阜県生まれ。
- 2003年、日本大学理工学部建築学科卒業。
- 2006年、慶應義塾大学大学院理工学研究科開放環境科学専攻修了。
- 2007年から2010年、中山英之建築設計事務所勤務。
- 2011年、北村直也建築設計事務所設立。
- 代表作に K邸リノベーション（岐阜県大垣市）[1] 個人住宅 [田園の住宅]（金子武史構造設計事務所と協同、2016年グッドデザイン賞）[2][3]、繊維の壁（小西泰孝建築構造設計と協同）荒尾の離れのリノベーション など。
- 愛知・額田郡の幸田町の住宅[4][5]で、第31回すまいる愛知住宅賞[6]、SANWA DESIGN AWERD2019）、 第7回JIA東海住宅建築賞2019[7]受賞。